# Anatolij Demjanenko
Anatolij Vasyljovyč Demjanenko (ukrajinsky Анатолiй Васильович Дем'яненко; * 19. února 1959, Dněpropetrovsk) je bývalý sovětský fotbalista ukrajinské národnosti. Hrával na pozici obránce.
Se sovětskou fotbalovou reprezentací vybojoval stříbrnou medaili na mistrovství Evropy roku 1988. Hrál i na třech světových šampionátech (1982, 1986, 1990). Sovětský svaz reprezentoval ve 80 zápasech, v nichž vstřelil 6 branek.
S Dynamem Kyjev vyhrál v sezóně 1985/86 Pohár vítězů pohárů. Stal se s ním pětkrát mistrem SSSR (1980, 1981, 1985, 1986, 1990) a čtyřikrát získal sovětský pohár (1982, 1985, 1987, 1990).
Roku 1985 byl vyhlášen nejlepším fotbalistou Sovětského svazu.
Po skončení hráčské kariéry se stal trenérem.